# 1381
| [ Edytuj tabelę ]                          | |
| Król Polski                                | - 1370 Ludwik Węgierski 1382                                                                        |
| Współksiążęta Andory                       | - 1370 Berenguer d'Erill i de Pallars 1387 - 1343 Gaston III 1391                                   |
| Król Anglii                                | - 1377 Ryszard II 1399                                                                              |
| Król Aragonii i Walencji, hrabia Barcelony | - 1336 Piotr IV Aragoński 1387                                                                      |
| Władca Azteków                             | - 1376 Acamapichtli 1395                                                                            |
| Elektor Brandenburgii                      | - 1378 Zygmunt Luksemburski 1388                                                                    |
| Książę Bawarii-Ingolstadt                  | - 1375 Stefan III 1413                                                                              |
| Książę Bawarii-Landshut                    | - 1375 Fryderyk 1393                                                                                |
| Książę Bawarii-Monachium                   | - 1375 Jan II 1397                                                                                  |
| Książę Burgundii                           | - 1364 Filip II Śmiały 1404                                                                         |
| Cesarz Bizancjum                           | - 1379 Jan V Paleolog 1390                                                                          |
| Car Bułgarii                               | - 1371 Iwan Szyszman 1393 - 1356 Iwan Stracimir 1396                                                |
| Cesarz Chin                                | - 1368 Hongwu 1398                                                                                  |
| Król Cypru                                 | - 1369 Piotr II 1382                                                                                |
| Król Czech                                 | - 1378 Wacław IV Luksemburski 1419                                                                  |
| Król Danii                                 | - 1376 Olaf Haakonsson 1387                                                                         |
| Władca Egiptu                              | - 1377 Al-Mansur Ali 1381 - 1381 As-Salih al-Mansur Hadżdżi 1382                                    |
| Cesarz Etiopii                             | - 1372 Nyuaje Marjam 1382                                                                           |
| Król Francji                               | - 1380 Karol VI 1422                                                                                |
| Król Gruzji                                | - 1360 Bagrat V Wielki 1393                                                                         |
| Hrabia Holandii                            | - 1358 Albert 1404                                                                                  |
| Cesarz Japonii                             | - 1368 Chōkei 1383                                                                                  |
| Kalif                                      | - 1362 Al-Mutawakkil I 1383                                                                         |
| Król Kastylii i Leónu                      | - 1379 Jan I 1390                                                                                   |
| Patriarcha Konstantynopola                 | - 1379 Nil Kerameus 1388                                                                            |
| Władca Korei                               | - 1374 U 1388                                                                                       |
| Wielki książę litewski                     | - 1377 Jagiełło 1381 - 1381 Kiejstut 1382                                                           |
| Cesarz Majapahitu                          | - 1350 Hajam Wuruk 1389                                                                             |
| Sułtan Maroka                              | - 1372 Abu al-Abbas Ahmad 1384                                                                      |
| Książę Mediolanu                           | - 1354 Bernabò 1385 - 1378 Giovanni Galeazzo 1402                                                   |
| Wielki książę moskiewski                   | - 1359 Dymitr Doński 1389                                                                           |
| Król Nawarry                               | - 1349 Karol II Zły 1387                                                                            |
| Król Norwegii                              | - 1380 Olaf Haakonsson 1387                                                                         |
| Elektor Palatynatu                         | - 1356 Ruprecht I 1390                                                                              |
| Papież awinioński                          | - 1378 Klemens VII 1394                                                                             |
| Papież                                     | - 1378 Urban VI 1389                                                                                |
| Król Portugalii                            | - 1367 Ferdynand I 1383                                                                             |
| Cesarz Rzymski (niemiecki)                 | - 1378 Wacław IV Luksemburski 1400                                                                  |
| Kapitanowie Regenci San Marino             | - 1381 Lunardino di Bernardo Samperino di Giovanni 1381 - 1381 Maxio di Tonso Niccolò di Giove 1381 |
| Książę Serbii                              | - 1371 Łazarz I Hrebeljanović 1389                                                                  |
| Elektor Saksonii                           | - 1370 Wacław 1388                                                                                  |
| Król Szkocji                               | - 1371 Robert II 1390                                                                               |
| Król Szwecji                               | - 1364 Albrecht Meklemburski 1389                                                                   |
| Król Tajlandii                             | - 1370 Pha Ngua 1388                                                                                |
| Sułtan Turków                              | - 1360 Murad I 1389                                                                                 |
| Doża Wenecji                               | - 1367 Andrea Contarini 1382                                                                        |
| Król Węgier                                | - 1342 Ludwik Andegaweński 1382                                                                     |
| Wielki mistrz zakonu krzyżackiego          | - 1351 Winrich von Kniprode 1382                                                                    |

Rok 1381 / MCCCLXXXI
stulecia: XIII wiek ~
XIV wiek ~
XV wiek

lata: 1371 «
1376 «
1377 «
1378 «
1379 «
1380 «
1381
» 1382
» 1383
» 1384
» 1385
» 1386
» 1391

## Wydarzenia na świecie
- 4 kwietnia – zawarto drugi traktat z Guérande, na mocy którego Jan IV odzyskał prawo do posiadania księstwa Bretanii.
- 14 czerwca – król Anglii Ryszard II Plantagenet udzielił przywilejów żądanych przez uczestników powstania chłopskiego pod wodzą Wata Tylera.
- 15 czerwca – zabójstwo Wata Tylera, przywódcy antyfeudalnego powstania chłopów angielskich
- Data dzienna nieznana:
  - Antyfeudalne powstanie chłopów angielskich pod wodzą Wata Tylera, które swoim zasięgiem objęło całą Anglię.

## Urodzili się
- 13 stycznia – Koleta Boylet, mistyczka, zakonnica, zapoczątkowała gałąź klarysek - koletanki, święta katolicka (zm. 1447)
- 1 lipca – Wawrzyniec Iustiniani, kanonik laterański (CRL), biskup Castello (1433-1451), pierwszy patriarcha Wenecji (1451-1456), święty Kościoła katolickiego (zm. 1456)
- 13 października – Thomas FitzAlan, angielski arystokrata, 12. hrabia Arundel (zm. 1415)
- Iwan Włodzimierzowic, książę sierpuchowski z dynastii Rurykowiczów (zm. 1422)
- Jean I de Bourbon, diuk Bourbon, książę Owernii, hrabia Forez (zm. 1434)
- Johann Schiltberger, giermek bawarskiego rycerza, wzięty do niewoli tureckiej pod Nikopolis w 1396 r. Wydał książkę w której opisał swój pobyt w niewoli (zm. 1440)
- Ryta z Cascii, augustianka, stygmatyczka i święta Kościoła katolickiego (data prawdopodobna); (zm. 1457)
- Wawrzyniec z Raciborza, polski uczony, teolog, kaznodzieja, profesor i dwukrotny rektor Akademii Krakowskiej (zm. 1448)

## Zmarli
- 23 stycznia – Pierre Flandrin, francuski kardynał okresu niewoli awiniońskiej (ur. 1301)
- 24 marca – Katarzyna Szwedzka, szwedzka zakonnica katolicka, brygidka, córka św. Brygidy Szwedzkiej, święta Kościoła katolickiego (ur. ok. 1331)
- 27 marca – Joanna Manuel, królowa Kastylii w latach 1369-1381, dziedziczka Escalon, Villena, Peñafiel i Lara oraz pani (senora soberana) Vizcaya (ur. 1339)
- 21 maja – Fryderyk III Srogi, margrabia Miśni i landgraf Turyngii (ur. 1332)
- 15 czerwca – Wat Tyler, angielski przywódca rewolty ludowej dążącej do ustanowienia w Anglii jednoklasowego społeczeństwa - „Wielkiej Społeczności” (ur. 1341)
- 16 czerwca – Siemowit III, od 1341 r. współrządził razem z bratem Kazimierzem I w Warszawie i Czersku, od 1345 w ziemi rawskiej, od ok. 1349 r. w wyniku podziału książę na Czersku, Liwie i Rawie, od 1351 r. w Gostyninie, od 1351 r. lennik króla Polski Kazimierza Wielkiego, od 1352 r. zastawny książę płocki, od 1355 r. w Warszawie i Sochaczewie, od 1370 r. władca suwerenny, także na Płocku, od 1370 w Zakroczymiu i Wiźnie, od 1373/4 wydzielił synom dzielnice w Warszawie i Rawie (ur. ok. 1320)
- 15 lipca – John Ball, angielski kaznodzieja ludowy, lollard, ideolog powstania chłopskiego Wata Tylera (ur. ?)
- 28 września – Taddea Visconti, szlachcianka włoska, córka współrządcy Mediolanu Bernabò Viscontiego i Beatrice della Scala, żona księcia Stefana III bawarskiego (ur. 1351)
- 5 listopada – Jan z Buska, polski podkanclerzy koronny (1360-1364) i sekretarz królewski od 1360 (ur. ?)
- 19 listopada – Tommaso da Frignano, włoski kardynał okresu wielkiej schizmy zachodniej (ur. 1305)
- 2 grudnia – Jan Ruysbroeck, kanonik regularny, średniowieczny mistyk i teolog niderlandzki („Doctor ecstaticus”), autor pism mistycznych, błogosławiony Kościoła katolickiego (ur. 1293)